# 鳥栖空襲

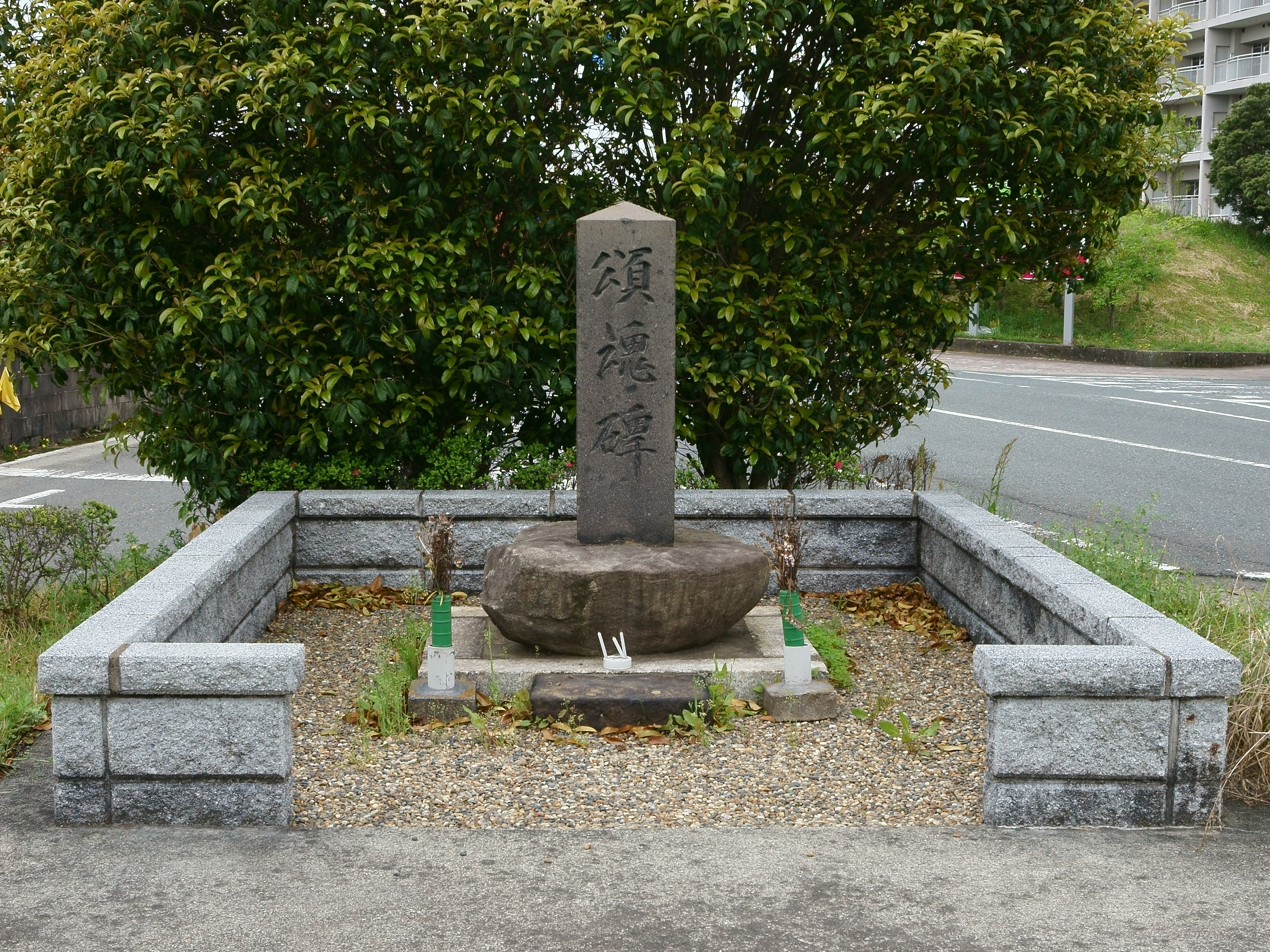
藤木町にある頌魂碑

鳥栖空襲 (とすくうしゅう) は、第二次世界大戦中の1945年（昭和20年）8月11日に、佐賀県三養基郡鳥栖町、田代町（いずれも現・鳥栖市）を襲ったアメリカ軍による空襲である。

## 背景
鳥栖町・田代町には、長崎本線の起点で鹿児島本線と接続する鳥栖駅があり、駅には車両基地である鳥栖機関区と変電設備である鳥栖電力区を併設する、北部九州の鉄道網の一大拠点だった。また、町には三養基製薬（現・久光製薬）をはじめとする田代売薬を起源に持つ製薬会社が複数あったほか、周辺の農家の副業だった養蚕業を元にした片倉製糸鳥栖工場（現・フレスポ鳥栖）や、二毛作の小麦を加工する日清製粉鳥栖工場といった大工場も集まっていた。これらは軍需物資を製造するのみならず、日清製粉のように火薬の原料の倉庫に用いられるなど、戦略物資の貯蔵施設として用いられていた。
1945年6月に沖縄戦が終結した翌月の7月以降、沖縄から飛来したアメリカ軍機が鳥栖駅周辺を機銃掃射するようになり、8月11日の大規模な空襲を迎えた。

## 空襲
8月11日10時30分、A-26攻撃機32機が鳥栖駅の南西と南東の2方向から飛来し、鉄道施設や笠井倉庫（現・鳥栖倉庫）、高射砲陣地（現・鳥栖スタジアム北東側）がある東町と今泉町の一部、藤木町を爆撃した。10時40分には、B-25爆撃機48機が鳥栖駅の西から飛来し、日清製粉鳥栖工場がある曽根崎町を爆撃した。さらに11時20分までに、別の爆撃機が本鳥栖町と永吉町を爆撃した。

## 被害
3波の爆撃がなされ、鳥栖駅周辺は甚大な被害を受けた。空襲には焼夷弾ではなく爆弾が用いられたが、目標を外れた爆弾が住宅街にも降り注ぎ、民家にも多数の被害を出した。罹災人口は3,200人、死者は119名（藤木町38名、山浦町2名、本鳥栖町4名、東町9名、曽根崎町24名、永吉町4名、鳥栖機関区5名、鳥栖電力区7名、学徒動員の女学生6名、軍関係者20名）を数えた。死因のほとんどが、爆弾の直撃による爆死や爆風により防空壕ごと押しつぶされた圧死で、鳥栖電力区では配電室で作業中だった職員6人と学徒動員の女学生7人が退避した防空壕に500ポンド爆弾が直撃し、13人全員が犠牲となった。
駅舎に大きな被害は無かったものの、爆弾のクレーターが巨大な爆弾池となった。駅周辺の民家36戸が全壊したが、終戦後の混乱などにより、被害状況の詳細はわかっていない。

## 慰霊
終戦後の1945年12月11日、犠牲者を出した防空壕があった藤木町に、日本国有鉄道（国鉄、現・JR九州）の鳥栖電力区の職員と門司鉄道管理局管内で集められた義援金による頌魂碑が建立された。毎年8月11日に鳥栖電力区による慰霊祭が行われており、国鉄民営化後はJR九州に引き継がれて開催されている。